# Casa pairal Raieta
La Casa pairal Raieta és una obra de Salàs de Pallars (Pallars Jussà) inclosa a l'Inventari del Patrimoni Arquitectònic de Catalunya.

## Descripció

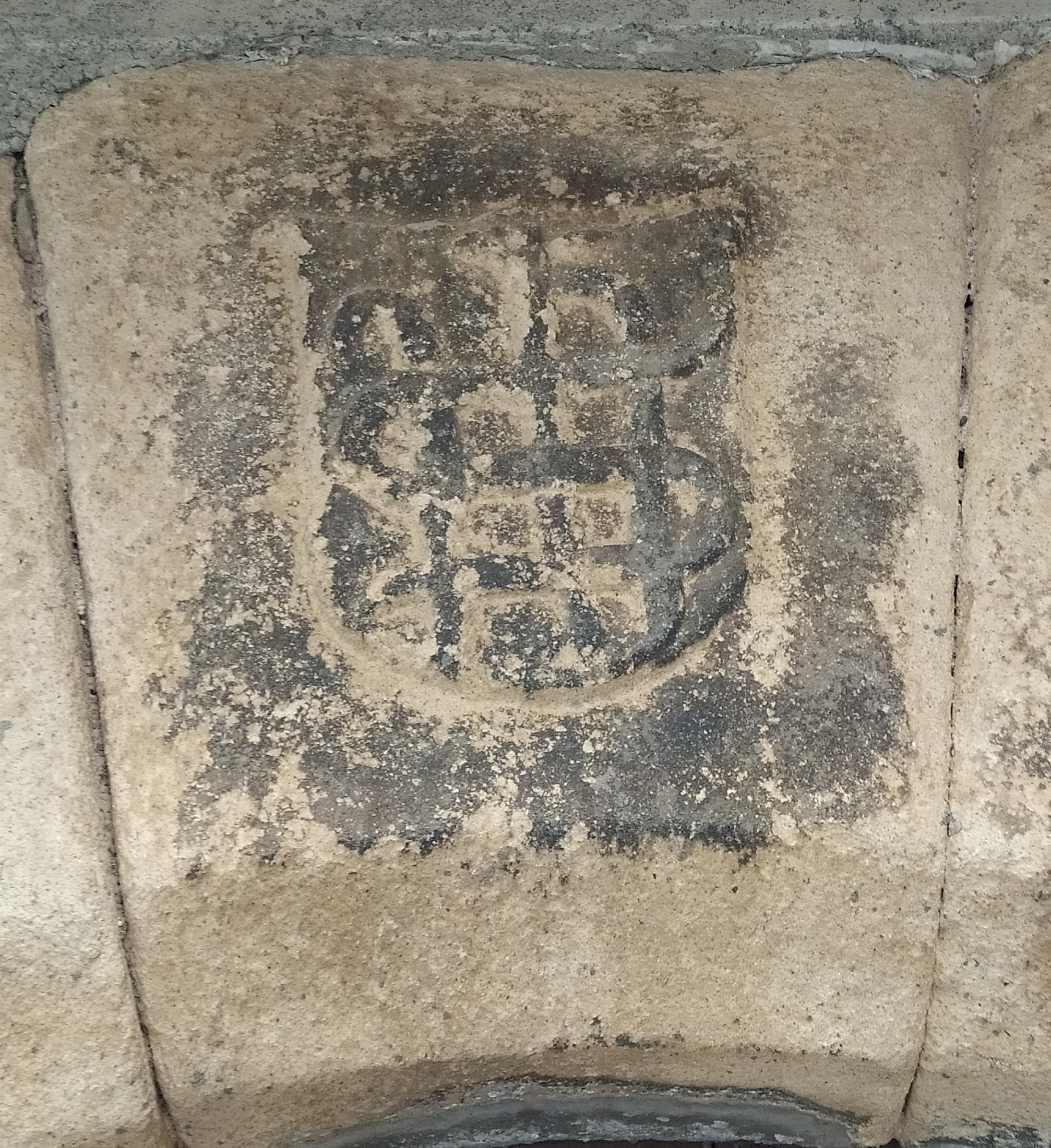
Escut a la clau de la portada

Antiga casa pairal de tres plantes d'alçada, cellers i golfes. És un edifici entre mitgeres a l'angle del carrer medieval de Sant Cebrià de baix. A la façana de carreus de pedra reblats la porta és dovellada, de mig punt, amb escut a la llinda.
Forma part de l'antiga vila medieval que conserva la tipologia del segle xv.